# Ouratea nana
Ouratea nana là một loài thực vật có hoa trong họ Ochnaceae. Loài này được (A. St.-Hil.) Engl. mô tả khoa học đầu tiên..